# Carpatolechia minor
Carpatolechia minor is een vlinder uit de familie tastermotten (Gelechiidae). De wetenschappelijke naam is voor het eerst geldig gepubliceerd in 1978 door Kasy.
De soort komt voor in Europa.